# 芽軟珊瑚科
芽軟珊瑚科（學名：Cladiellidae）是軟珊瑚目底下的一個科，此科是在2022年被命名的，是由模式屬Cladiellida芽軟珊瑚屬(小枝軟珊瑚屬)+科(idae)所命名的。

## 分類
- 艾達軟珊瑚屬 Aldersladum Benayahu & McFadden, 2011
- 芽軟珊瑚屬 Cladiella Gray, 1869
- 葇荑軟珊瑚屬 Klyxum Alderslade, 2000

## 資料來源
1. ↑  . www.marinespecies.org.   [2023-09-23].